# Marianne Auenbrugger

Die Eltern der Marianne Auenbrugger

Marianne Auenbrugger (* 19. Juli 1759 in Wien; † 25. August 1782 ebenda) war eine österreichische Pianistin und Komponistin.

## Leben
Die Tochter des Arztes Leopold Auenbrugger war als Pianistin und Komponistin in Wien hoch angesehen. Zusammen mit ihrer Schwester Caterina Franziska war sie Schülerin von Joseph Haydn und Antonio Salieri. Haydn widmete den beiden Schwestern im Jahre 1780 den Zyklus der sechs Klaviersonaten opus 30 (Hob. XVI:35–39 und 20). Als Marianne Auenbrugger 1782 an der Abzehrung starb, ließ Salieri auf eigene Kosten bei Artaria eine von ihr komponierte Klaviersonate drucken und fügte eine von ihm selbst geschriebene Trauerode für Sopran und Klavier an. 
Auenbruggers Vater war 1774 Trauzeuge Salieris und verfasste zudem das Libretto zu dessen deutschem Singspiel Der Rauchfangkehrer (1781).